# Gagea neopopovii
Gagea neopopovii är en liljeväxtart som beskrevs av Vitaliǐ Petrovich Goloskokov. Gagea neopopovii ingår i Vårlökssläktet och i familjen liljeväxter. Inga underarter finns listade.